# Berryz工房シングルVクリップス②
『Berryz工房シングルVクリップス②』（ベリーズこうぼうシングルVクリップス ツー）は、Berryz工房の2枚目のPV集。

## 収録内容
1. スッペシャル ジェネレ〜ション
2. なんちゅう恋をやってるぅ YOU KNOW?
3. 21時までのシンデレラ
4. ギャグ100回分愛してください
5. ギャグ100回分愛してください （Close-up Ver.）

### 特典映像
- Dance Shot Ver.
- TV-SPOT （15/30sec.）
- ジャケット撮影風景